# Erigorgus rotundus
Erigorgus rotundus là một loài tò vò trong họ Ichneumonidae.